# Feliks Dev
Feliks Anton (Janez Damascen) Dev, slovenski pesnik, prevajalec in urednik, * 15. januar 1732, Tržič, † 7. november 1786, Ljubljana.

## Življenje
Feliks Dev je bil rojen 15. januarja 1732 v Tržiču. Bil je prvi otrok Lovrenca, uglednega tržiškega meščana, in Katarine Untersinger, hčerke upravitelja tržiškega gospostva. Elementarna znanja si je pridobil v Tržiču, kjer je tudi živel do leta 1743. Leta 1744 je šolanje nadaljeval v ljubljanskem jezuitskem kolegiju. Poslušal je predavanja jezuitske šolske poetike, retorike in se uril v imitiranju latinskih klasikov. 10. septembra 1752 je stopil v red bosonogih avguštincev - diskalceatov avstrijsko-češke province; dobil je redovno ime Janez Damascen (latinsko Joannes Damascenus a nomine Mariae). Leto kasneje je opravil redovno zaobljubo, leta 1755 pa je bil na Dunaju posvečen v mašnika. Istega leta je doštudiral teologijo in filozofijo ter začel opravljati delo redovnega lektorja (filozofije in teologije). Nimamo točnih podatkov o tem, kdaj je Dev prišel v ljubljanski samostan, ohranjen pa je seznam menihov ljubljanskega samostana iz leta 1764, ki dokazuje, da je bil Dev tega leta že v Ljubljani. Dev je deloval na treh področjih: literarno-organizacijskem (kot urednik Pisanic), prevajalskem in pesniško-ustvarjalnem (kot osrednji in najbolj plodovit avtor Pisanic). Na njegovo ustvarjanje sta vplivala  Marko Pohlin in Žiga Zois, pa tudi Vergilij, Ovid, Martial, Hancke, Denis in Valvasor s Slavo vojvodine Kranjske. Velik vtis nanj je naredila Bürgerjeva Lenora. Damascen je bil član Akademije delovnih (latinsko Academia operosorum) in velja za začetnika slovenskega posvetnega pesništva. Putika ga je prikovala na posteljo in ovirala njegovo pesniško in uredniško udejstvovanje. Vse do smrti je ostal dober prijatelj z Zoisom. Leta 1786 so ljubljanski diskalceatski samostan ukinili in ga preuredili v bolnišnico. Dev se ni preselil drugam, saj je bilo njegovo zdravstveno stanje že precej slabo. Do smrti 7. novembra 1786 so zanj skrbeli bratje lazaristi.

## Delo
Pogačnik v Zgodovini slovenskega slovstva Devovo delovanje razdeli na naslednja tri področja.

### Literarno-organizacijsko delo
Janez Damascen Dev se je s svojimi somišljeniki sestajal v okviru redovniškega krožka, po letu 1775 je celo prevzel njegovo vodenje. Bil je urednik in hkrati osrednji avtor prvega slovenskega pesniškega almanaha, ki se je imenoval SKUPSPRAVLANJE / KRAYNSKEH PISSANIZ / OD / Lepeh Umetnoẛt ali Pisanice. Izšli so trije zvezki: prvi leta 1779, drugi leta 1780, tretji pa 1781, četrti zvezek Pisanic je ostal v rokopisu. Zunanja spodbuda za začetek izhajanja almanaha je bil Wiener Musenalmanach, ki je začel izhajati leta 1777. V sedemdesetih letih 18. stoletja so tudi drugod po Evropi (npr. v Franciji in Nemčiji) izhajali pesniški almanahi, ta "moda" je gotovo vplivala tudi na Pisanice. V Pisnicah so poleg Deva svoja dela objavili še Valentin Vodnik (Sadovolne Kraynz, Mila pesm pejta P. Marku A. D. ẛa odhodno, kader je vˈlejtu 1775. is Lublane na Dunej shl, Proshna na Kraynsko Modrino)  , Janez Mihelič (Mila pesm, katiro je J*. M**. kˈhvalli teh pregovorov pejl), Martin Naglič (Nezhemernoẛt tega svejta) in Janez Nepomuk Edling (Lubesn Joẛhefa II. rimskega zesarja pruti svojemu bliẛhnemu is kraynskega, na nemshku prestavlena). Dev se pod svoje stvaritve navadno ni podpisoval - kar šestintrideset njegovih pesmi je v Pisanicah brez podpisa. S priimkom se je podpisal le v prvem zvezku ob epigramu (Epigrama). Trikrat se je podpisal s šiframi - kratico P. D.n. (Pater Damascen) najdemo pod verzi pesmi Lubesn Joẛhefa II. rimskega zesarja pruti svojemu bliẛhnemu, F. D. (Feliks Dev) je zapisano pod pesmijo Paradish in B. E. (kar po Gspanovi razlagi pomeni "bosi eremit") zasledimo pod delom Amynth na ozhy svoje Elmire.

### Prevajalstvo
Prva dva Devova prevoda iz latinščine (Vergilij, Ovid) sta izšla leta 1768, in sicer v Pohlinovi slovnici. Nekoliko kasneje je v slovenščino prevedel Denisovega Der Zwist der Fürsten in Dvoboj Pavla Ritterja Vitezovića. Prevedel in priredil je še Martiala, Lessinga, Hagedorna in Metastasia. Pogačnik trdi, da je prav prevajanje dopolnilo Devov literarni nazor, ki je nihal med racionalističnim realizmom in predromantiko. 

### Pesniško-ustvarjalno delo
Med štiridesetimi pesmimi, ki jih je Dev prispeval v Pisanice, najdemo hvalnice (Lubesn Joẛhefa II. Rimskega zesarja pruti svojemu bliẛhnemu, Normalshola ta narmlajsha teh modriz, Spevprezhnoẛt na Kraynske spevorezhneke), literarne poslanice (Kraynska duẛhella ẛhelly tudi svoj dukzijonarjum imetu), priložnostne pesmi ali prigodnice (Novu lejtu), basni (Na nahvaleẛhnost. Lev, inu podgana), epigrame (Epigramma, Na Paulo, Na praẛne obete), prevode (Na Paulo, Na enga gologlavza, Na praẛne obete) in operni libreto Belin. V njegovih pesmih zasledimo trohejske in jambske kitice, ki spominjajo na ljudsko pesem, a prevladujejo rimani aleksandrinci (ta verz se pojavlja tudi v pesmih, ki so prevedene iz latinščine). Gspan pravi, da je za Devov izraz značilna poučnost, veliko je podob iz mitologije ali liturgije. Pogosto se pojavljajo motivi domače stvarnosti: opisi narave in letnih časov, motiv meniške odmaknjenosti od sveta, zasledimo domoljubno in osebnoizpovedno tematiko. 
Pogačnik v Zgodovini slovenskega slovstva deli pesnikove pesmi na lirske in epske. Navaja, da Devove lirske pesmi kažejo avtorjevo pesniško nadarjenost, a odražajo tudi pomanjkanje pesnikove širine izkušnje, slovstvene izobrazbe in osebnostne avtentičnosti. Umetniško vrednost priznava samo dvema liričnima tožbama, in sicer Občutenju tega srca nad pesmijo Lenore in Zadovoljnemu jetniku. Koruza opozarja, da Devove lirike ne moremo vrednotiti v osebnoizpovednem smislu (kakršnega je uvedla romantika), saj v baročni poetiki (katere predstavnik je tudi Dev) ni bilo prostora za osebna doživetja in čustva. Vsaka pojavitev subjektivne izpovednosti je zato za razvoj lirike dragocena in pomembna. Janez Damascen Dev je bil duhovnik, zato je zanimivo, da med njegovimi pesmimi zasledimo tudi erotično poezijo (Amynth na ozhy svoje Elmire) in občutenje elegičnega minevanja, ničevosti sveta (Na kratkust zhloveshkega ẛhivlenja).
Iz Devovih epskih pesmi (Lubesn Joẛhefa II. Rimskega zesarja pruti svojemu bliẛhnemu, Normalshola ta narmlajsha teh modriz ipd.) lahko razberemo avtorjevo projožefinsko stališče in odobravanje razsvetljenskih reform na področju šolstva. Pomembna so t. i. prerodna gesla v Devovih pesmih: veselje ob rojstvu slovenskega pesništva, spodbujanje nadarjenih posameznikov k literarnemu ustvarjanju, zavzemanje za pravopisno enotnost, jezikovno čistost in zbiranje slovarskega gradiva. V gradivu za Pisanice zasledimo tudi pesnikovo misel o potrebi zbiranja slovenskih ljudskih pesmi.
Epigrami Janeza Damascena Deva so izrazito literarne in duhovni igri namenjene verzifikacije. Gre za kratke nelirične pesnitve, ki jih je pesnik sestavljal v aleksandrincih, pri ustvarjanju pa se je zgledoval po nemški epigramatiki. Oblikovno je zanimiv epigram Napis na pokopnizi enega psa, ki ima vagantsko kitico. Za vse Devove epigrame (razen enega) je značilna satiričnost. "Devovi epigrami smešijo človekove značajske slabosti (požrešnost, skopost, lažno sramežljivost itn.) ali se zabavajo na račun človekove minljivosti (Na Paulo, Na enega gologlavza)."  Epigramov pesnik ni postavljal v konkreten in razpoznaven družbeni kontekst in jih ni namenjal določeni osebi. Izjema je epigram Epigramma, ki ga je Dev namenil cesarju. Tudi satiričnosti tukaj ni, Koruza pravi, da ima epigram "panegiričen značaj" in je napisan v obliki uganke in njene razrešitve. 
Samo štirje Devovi epigrami so bili natisnjeni, in sicer Epigramma, ki je izšel leta 1779 v prvem zvezku Pisanic, v almanahu pa zasledimo še epigrame Na Shkarkona (1780), Napis na pokopnizi enega psa ter Gartroẛha, inu merzisa (1781). Preostale epigrame (Na praẛne obete, Na Paulo, Na enega gologlavza, Na Skopina, Na enega namernega obiskavza) najdemo v rokopisnem gradivu za Pisanice. Tudi zato, ker so bili natisnjeni samo štirje epigrami, o odločilnem vplivu Devovih epigramov na kasnejše avtorje ne moremo govoriti, potrebno je upoštevati tudi dejstvo, da so bili Devovi nasledniki dobro seznanjeni z antičnimi epigrami in sočasnimi nemškimi zgledi. Damascen pa je pustil pečat s svojim načinom sestavljanja epigramov, Svetina navaja, da je Prešeren v dveh epigramih uporabil aleksandrinec in "[...] nemara je na izbor tega verza le vplivala Devova poezija."

## Devove pesmi v prvem zvezku Pisanic
Prvi zvezek Pisanic vsebuje le šest verzifikacij. Janez Mihelič je prispeval pesem z naslovom Mila pesm, katiro je J*. M**. kˈhvalli teh pregovorov pejl, Pohlinovo delo je Wytestka pesm katiro je ẛloẛhil P.* M.* D.,* Vodnik pa se je podpisal pod Milo pesm pejto p. Marku A. D. ẛa odhodno. Preostala dela (Epigramma, Kraynska duẛhella ẛhelly tudi svoj dikzijonarjum imeti in Lubesn Joẛhefa II. Rimskega zesarja pruti svojemu bliẛhnemu) je prispeval Dev. 

### Kraynska duẛhella ẛhelly tudi svoj dikzijonarjum imeti
Pesem je nastala v začetku leta 1779. Na koncu pesmi, ki je napisana v prvi osebi ednine, ne najdemo podpisa ali šifre avtorja (znano je, da se je Dev le redko podpisal pod svoje pesnitve). Zaradi te značilnosti in verzne strukture (aleksandrinec) pesem pripisujemo Janezu Damascenu Devu. Kranjska dežela, ki pesem govori, poudarja in utemeljuje potrebo po slovenskem slovarju in (enotnem) pravopisu. Tako bi se končno dokazalo bogastvo našega jezika, Nemci pa se nam ne bi več posmehovali in nas obtoževali kraje njihovega besedišča. V pesmi izstopa predvsem agitacija, opazimo pa tudi retorično privzdignjenost in stilistično okrašenost. Pesmi ne moremo razlagati kot nagovor na slovar Devovega sobrata Pohlina (ki je dve leti kasneje (1781) res izdal Tu malu besediše), saj dežela Kranjska ne nagovarja posameznika, ampak skupino ljudi, ljubljence muz - torej kulturne delavce. Poudarja nujnost skupnega in učinkovitega dela več ljudi. Edina skupina tistega časa, ki ustreza opisu v pesmi, je t. i. Akademija delavnih ali Academia operosorum, katere član je bil tudi Dev. Pobudnik Akademije, ki je delovala v Ljubljani na prehodu iz 17. v 18. stoletje, je bil Blaž Kumerdej.

## Devove pesmi v drugem zvezku Pisanic
Drugi zvezek Pisanic lahko označimo za neke vrste pesniško zbirko Feliksa Deva. Med petnajstimi prispevki samo Edlingov prevod Devove pesmi Lubeẛn Joẛhefa II. v nemščino (Die Menschen Liebe Josephs II.) ni delo urednika almanaha. 

### Kraynskeh modriz ẛhaluvanje zhez tu predolgu goriderẛhanje svojega Belina v lashkeh duẛhelah
Poezija (in ustvarjanje le-te) je osrednja tema pesmi. Modrice so obupane, ker je njihov Belin v laških deželah in se ne vrne domov. Belin je tisti, ki bi s svojo vrnitvijo znova omogočil, da bi bilo petje Modric zopet lepo in uglašeno. Pesem je bila grajena po kompozicijskem načrtu, vsebinsko je izrazito dvodelna. V prvi polovici zasledimo idilične opise sprememb v naravi, v drugem delu pa prevladuje elegičen ton, ki je posebej poudarjen v zadnji četrtini pesmi. Pesnikovo prikazovanje letnih časov v prvem delu pesmi je primer opisne poezije. 
Motivno in vsebinsko se pesem veže na Vesele kranjskeh modric na prihod njeh Belina. Pesem je alegorična vložnica. To pomeni, da se avtor v njej ne izpoveduje (avtobiofgrafsko) neposredno, ampak si nadene vlogo nekoga drugega, lirska stanja izpoveduje v imenu nekoga drugega." Lirski subjekt so (kranjske) Modrice. Pohlin je v svojem slovarčku zapisal, da so Modrice slovenska inačica antičnih muz. Koruza razlaga, da kranjske Modrice in Belin (njihov zaščitnik in voditelj) predstavljajo poseben slovenski Parnas, ki pa ga avtorji Pisanic ne razumejo v mitološkem pomenu, ampak kot alegorično podobo literature oziroma narodne kulture v celoti.

### Vesele kraynskeh modriz na prihod njeh Belina
Pesem se navezuje na prejšnjo, razpoloženje v tej pesmi pa je ravno nasprotno. Dogajanje in izražanje v pesmi je polno erotičnega vzdušja in erotičnih znamenj. Belin ni smo simbol umetnosti, ampak tudi simbol ljubezni. "Ljubezenska izpoved" Modric je zapisana v zadnjem verzu - "O lube naš Belin!" - v predhodnih verzih pa erotično vzdušje ustvarjajo besede kot so: "Belin naš. O sladkust," "o sladke ogn," "nam se bo srce stopilu" ipd. Seveda moramo o erotični liriki Deva govoriti nekoliko s pridržkom, a pojav erotičnih elementov v pesmi je pomemben že sam po sebi (sploh če upoštevamo čas nastanka pesmi in poklic pesnika).
V treh petinah pesmi pesnik, ki je tudi lirski subjekt, govor pesmi podaja v imenu skupine, kateri pripada, v dveh petinah pesmi pa govor podaja preko alegorične vloge Modric. Skupina, katere del je pesnik, je očitno nosilec kulturnega življenja na Kranjskem - torej Akademija delavnih ali Academia operosorum. Belina lahko razlagamo ko mecena, predstavnika in zaščitnika Academije operosorum. Ne vemo, kdo je bil ta Belin v realnem življenju, vsekakor pa gre za osebo, ki je nekaj časa bivala v Italiji, se nato vrnila v naše kraje, bila je povezana s fužinarstvom in njen prihod v Ljubljano je bil za kranjsko fužinarstvo in kovaštvo vsekakor pomemben. Koruza trdi, da temu opisu najbolje ustreza Franc Lamberg. 

### Opereta (Belin)
Belin ali Opereta je libreto za kratko opero. Izpričana je tudi uglasbitev tega besedila Janeza Zupančiča. Sklepamo lahko, da je bila opera tudi uprizorjena. Avtor se je s to obliko besedila najverjetneje srečal v Zoisovi knjižnici, saj je Zois nedvomno hranil tovrstne tekste. Opereta je izvirno delo; pri ustvarjanju se je Dev verjetno zgledoval po Metastasiju. 
In kdo ali kaj sploh je Belin, ki nastopa v teh treh besedilih? V strokovni literaturi zasledimo različne interpretacije. Grafenauer je Belina razlagal kot prispodobo za "dobrotljivega oblastnika," (Jožefa II.); kasneje je svojo razlago dopolnil in prihod sončnega boga razlagal kot prihod novega pesništva (in dobrega oblastnika) v naše dežele. Gspan pa je zmago Belina nad sovražnim Burjo razlagal kot "alegoričen prikaz rojstva posvetne poezije." Slednjo interpretacijo (torej zmago (posvetne) poezije nad vsemi temačnimi silami) so sprejeli tudi nekateri drugi literarni zgodovinarji, kot so Anton Slodnjak, Bruno Meriggi in Jože Pogačnik. Pogačnik idejo Operete povezuje z odmevi na jožefinsko razsvetljenstvo, poudarja, da se avtor opredeljuje za svobodo in ne suženjstvo. Pogačnikovemu pogledu se je pridružil Boris Paternu, ki Belina razlaga kot Devov "opomin zoper oblastniško nasilje." Na podlagi Devovih oznak osrednjih likov Operete lahko sklepamo, pravi Koruza, da Belin in Burja nista bogova, ampak alegorično predstavljata pozitivno (Belin) in negativno oblast (Burja). Koruza je ugotovil, da je Belin kranjski deželni glavar Franc Lamberg, za kar navaja sledeče argumente: da mu je Opereta posvečena (posvetilo se nahaja na koncu Operete), v pesnitvah in Opereti koristi od Belina pričakujejo železarji in kmetovalci (nimfe Sejvina, Rožnecvetarica in Sadjanka), v Veselu pa se ga primerja z rimskim Augustom, torej gre za človeka v vladarski funkciji. Modrice v pesnitvah so alegorija slovenskih besednih in glasbenih umetnikov, nimfe alegorija poljedelstva, vrtnarstva in sadjarstva. Zagovarja tezo, da je "Devov prigodniški cikel z Belinom namenjen počastitvni prihoda grofa Franca Lamberga za predsednika kranjskega deželnega glavarstva."
Dogajanje v tej enodejanki s tremi prizori je nezapleteno, zgradba je simetrična. Kompozicijska zgradba Operete je sledeča:
I. 
```
    a) prihod nimf na otok:
       arija (N)
    b) daritev Belinu:
       recitativ (N) - arija (N)
    c) bližanje neurja in umik nimf:
       recitativ (N)
```

II. 
```
    a) nastop in predstavitev Burja:
       recitativ (Ba) - arija (Ba) - recitativ (Ba)
    b) vrnitev nimf in upor Burju:
       recitativ (N) - recitativ (Ba) - ansambel (!VRH!)
       (Ba + N) - recitativ (N)
    c) pustošenje neurja:
       recitativ (Ba) - ariozno (N) - zbor (N)
```

III. 
```
    a) prihod Belina in izgon Burja:
       recitativ (Bn, N) - recitativ (Ba) - recitativ (N)
    b) oživitev narave: 
       recitativ (Bn) - arija (Bn) - recitativ (N, Bn)
    c) sklep:
       arija/ansambel (Bn + N).
```

Simetrična členitev upošteva členjenje besedila na glasbene enote. Sredina drugega dejanja - ansambel Burja in nimf je postavljen v težišče drugega prizora in hkrati celotne Operete. Ansambelske speve srečamo na treh osrednjih točkah pesnitve: na začetku, sredini in na koncu. 
Opereta je pomembna, ker je napisana v najbolj aristokratski obliki operne dramatike in kaže jasno prerodno tendenco po družbeni uveljavitvi slovenščine. V pesmi je veliko retoričnih okrasij, zato je njena literarna vrednost predvsem v uspešnem premagovanju jezikovnih nevšečnosti in težav. Avtorju priznavamo tudi izvirnost pri metrični shemi pesnitve. Devov libreto je tudi prva večja zaključena celota slovenskega glasbeno dramatskega pesništva.

### Spevorezhnoẛt na Kraynske spevorezhneke
Pesem vabi in poziva kranjske pesnike, naj čim več ustvarjajo in objavljajo. Že dejstvo, da je večina del v drugem zvezku Pisanic Devovih, kaže na to, da kaj veliko poezije drugih avtorjev ni bilo. Almanah je zapolnil s svojimi deli, saj je želel, da bi Pisanice imele periodičen značaj. 
V naslovu pesmi je Dev uporabil termine, ki jih Pohlinova slovnica še ni poznala. Ritem pesmi posnema udarce kovaških kladiv. Devova prispodoba pesnikov kot kovačev kaže na to, da je Dev pesništvo pojmoval kot obrt, zlaganja verzov se je po njegovem mnenju možno priučiti. Pesem je pomembna tudi zato, ker iz nje lahko razberemo določena dejstva, in sicer: da je že pred Pisanicami slovensko posvetno pesništvo obstajalo, a se je širilo le znotraj omejenih krogov in se pesmi ni objavljalo, da je Dev te pesmi očitno poznal, da je Dev enako vrednotil mimetično in fantazijsko ustvarjalnost in da je bil avtor "[...] poetološko nazorsko zasidran v baročnem klasicizmu."

## Devove pesmi v tretjem zvezku Pisanic
Almanah vsebuje 16 pesmi: 4 (Proshna na Kraynsko Modrino, Kraynske modrine ẛhaluvanje nad smertjo Marie Tereẛije, Sadovolne Kraynz, Klek) je prispeval Valentin Vodnik, eno (Nezhemernoẛt tega svejta) Naglič, ostale je zložil Dev. 

### Amyinth na ozhy svoje Elmire
Pesem Admit na oči svoje Elmire je izšla leta 1781, in sicer v tretjem zvezku Pisanic. Pri ustvarjanju te ljubezenske pesmi se je pesnik vsebinsko naslonil na Hanckejevo pesem Auf die Augen seiner Geliebten. Kitica se oblikovno razlikuje od Hanckejeve, in sicer jo sestavljajo trohejski osmerci in sedmerci. S tem delom je Dev dokazal, da je tudi slovenska vezana beseda sposobna besedne igre, ki opisuje upiranje in popuščanje čarom ljubezni. Pesem na določenih mestih zveni kot osebna izpoved; ker pa bi ljubezenska tematika pesmi pesniku, ki je živel samostansko življenje, lahko škodovala, je razumljivo, da se je Dev pod pesem podpisal s šifro - B. E. Kar nekaj časa si literarni zgodovinarji niso bili enotni glede razlage kratice. Omerza je trdil, da B. E. pomeni "Baron Edelstein" (to je bil Zoisov plemiški naziv), Gspan je to razlago zavrnil in trdil, da okrajšava pomeni "Bosi ali Bosonogi Eremit", torej Deva. S primerjavo Devove pesmi s Hanckejevo je bilo dokazano, da je erotična pesem Admit na oči svoje Elmire gotovo delo Damascena, kajti znano je, da se je pesnik zgledoval po Hanckeju, medtem ko se je "[...] Zios orientiral po pomembnejših pesniških osebnostih."

### Obzhutenje tega serza nad pesmejo od Lenore
To Devovo pesem najdemo v tretjem zvezku Pisanic; pod verzi ni podpisa pesnika, a pesem je nedvomno Devova. Povod za pisanje te pesmi je avtor dobil ob branju znamenite balade Gottfrieda Avgusta Bürgerja - Lenora, ki je izšla leta 1773 v göttingenskem pesniškem almanahu in je imela velik odmev po vsej Evropi. Dev jo je najverjetneje bral v Bürgerjevi pesniški zbirki, ki je izšla leta 1778. Recenzije Bürgerjeve Lenore so bile različne, a iz Nemčije so v avstrijski prostor segle le v omejeni meri. Devova pesem je kot navdušen odziv na omenjeno literarno delo pomembna v širšem avstrijskem merilu, "tako zaradi relativno majhnega časovnega odmika od nastanka originala, kakor zaradi tega, ker ni v njej nobenih pomislekov ali moralističnih predsodkov."Potrebno je poudariti, da se je v preteklih, pa tudi naslednjih obdobjih slovenska literatura le redkokdaj tako hitro in neposredno odzvala na literarne presežke evropske književnosti. 
Pesem je sestavljena iz osmih štirivrstičnih kitic. Stopica je jamb (U -), rima je prestopna (abab). Slodnjak je pesem označil za elegijo, a Koruza trdi, da je elegičnega značaja le zadnja kitica, zato o elegiji ne moremo govoriti, lahko pa pesem opredelimo kot lirski povzetek vsebine epske pesmi.
Pesem povzema doživetja pesnika ob branju znamenite balade. Lirski subjekt je pesnik. V pesmi nam poda najmočnejše predstave, ki jih je doživel ob branju Lenore, bralec lahko opazi, kako je avtor pesem (predvsem pa njeno literarno vsebino) neposredno in nazorno doživljal ("[...] bral sem te, / al videl več ked bral.") Dev primerja svoje pesnenje z Bürgerjevim in v zadnji kitici zaljuči, da se z njim ne more kosati in sam pravi "[...] de je me mojga petja sram." Potrto priznanje na koncu je za Deva nekoliko nenavadno, saj v njegovih pesmih bralec načeloma zasledi optimizem in spodbudne besede, ki so navadno namenjene pospešitvi slovenskega literarnega (pesniškega) ustvarjanja. Mnogi avtorji so zadnje verze te pesmi navajali kot primer Devove samokritičnosti in njegovo lastno spoznanje (pesniške) nesposobnosti. A Koruza trdi, da je takšno razlaganje zadnje kitice pesmi krivično in da se je Dev zavedal predvsem svoje šibkosti pri ustvarjanju grozljivega vzdušja in rabi onomatopoije pri ustvarjanju te pesmi. Grozljivo vzdušje in onomatopoija sta tipična za predromantiko in prav z onomatopoijo je Dev "našel najbolj neposreden stik s predromantiko."

## Devove pesmi v četrtem zvezeku Pisanic
Zvezek ni izšel. Po Pohlinovi smrti ga je Kopitar odkupil, nato so ga nekaj časa hranili v ljubljanski licejski knjižnici, danes pa si ga je moč ogledati v rokopisnem oddelku Narodne in univerzitetne knjižnice. Ker se je pri izdaji prve različice zvezka zataknilo, je Dev pripravil skrajšan rokopis (ta je vseboval bolj ali maj predelane pesmi iz prve različice zvezka); kljub temu Pisanice niso izšle. 

### Sadovolne Jetnik
Zadovolni jetnik (Zadovolne jetnik) Janeza Damascena Deva je del rokopisnega gradiva za četrti zvezek Pisanic. Lirski subjekt pesmi je jetnik, ki pa ni obupan in razočaran nad svojo usodo, temveč je, kakor pravi že naslov pesmi, zadovoljen in na zabaven način razlaga o prednostih zaporniškega življenja. Spodbudo za pesem je avtor najverjetneje dobil pri Vodnikovem Zadovolnem Kranjcu. Najti je mogoče kar nekaj vzporednic s to Vodnikovo pesmijo, ne moremo pa trditi, da je pesem parodija Zdovoljnega Kranjca. Pesem sestavljajo štiri kitice, vsaka kitica ima sedem verzov. Lino Legiša je pesem opredelil kot pesem vložnico s pavlihovskim junakom, ki "[...] humoristično prevrača vrednote svojega zgleda, ne da bi se ravno norčevala iz njega, ampak da bi na zabaven način pokazala vire zadovoljnosti tudi tam, kjer bi pričakovali tarnanje." Dev je bil menih, zato je moral čutiti neke vrste povezanost, sorodnost z jetnikom, z njegovo nenavezanostjo na skrbi in tegobe zunanjega oziroma družinskega sveta.

### Pisanice

#### 1. zvezek
- Epigrama, 1779 (COBISS)
- Kranjska dežela želi tudi svoj dikcijonarjum imeti, 1779 (COBISS)
- Lubezn Jožefa II. rimskega cesarja proti svojemu bližnemu, 1779 (COBISS)

#### 2. zvezek
- Belin, 1780 (COBISS)
- Kranjskeh modric žaluvanje čez tu predolgu goridržanje svojega Belina v laškeh deželah, 1780 (COBISS)
- Na gn. g. prestavlavca, 1780 (COBISS)
- Napis na pokopnici enega psa, 1780 (COBISS)
- Na svojega nekdanjega dobrutneka, 1780 (COBISS)
- Na Škarkona, 1780 (COBISS)
- Normalšola ta narmlajše teh Modric, 1780 (COBISS)
- Pesem na enega domačega bolteka, 1780 (COBISS)
- Pogovor med Špelo inu Meto čez fante, katiri se skrivajo, ke se boje, da bi njeh v žovd na uzeli, 1780 (COBISS)
- Pudelbal, 1780 (COBISS)
- Razdor med knezoma, 1780 (COBISS)
- Spevorečnost na kranjske spevorečnike, 1780 (COBISS)
- Vesele kranjskeh modric na prihod njeh Belina, 1780 (COBISS)

#### 3. zvezek
- Amint na oči svoje Elmire, 1781 (COBISS)
- Gartroža inu mrcisa, 1781 (COBISS)
- Mile pogovor med Dunavo inu Savo pod Belem gradam od smerte Marije Terezije, svitle cesarice, 1781 (COBISS)
- Občutenje tega serca nad pesmejo od Lenore, 1781 (COBISS)

### Rokopisi
- Medved per čebelah
- Na enega gologlavca (COBISS)
- Na enega namernega obiskavca (COBISS)
- Na eno sramožlivo ženo (COBISS)
- Na Pavlo (COBISS)
- Na prazne obete (COBISS)
- Na skopina (COBISS)
- Putigram inu en povš
- Stanovitnost
- Zadovolni jetnik (COBISS)